# Raymond Gerhardt Hunthausen
Raymond Gerhardt Hunthausen (* 21. August 1921 in Anaconda, Montana; † 22. Juli 2018 in Helena, Montana) war ein US-amerikanischer römisch-katholischer Geistlicher und Erzbischof von Seattle. Er war der letzte lebende US-amerikanische Konzilsvater aller vier Sitzungsperioden des Zweiten Vatikanischen Konzils.

## Leben
Raymond Gerhardt Hunthausen, ältestes Kind aus einer Familie mit sieben Kindern, graduierte 1943 zunächst in Chemie am Carroll College in Helena. Sein Mathematikdozent Bernard Joseph Topel, später Erzbischof von Spokane, überzeugte ihn für das Priesteramt. Nach einem Philosophie- und Theologiestudium am St.-Edward-Seminar in Kenmore im Washington empfing er am 1. Juni 1946 durch Bischof Joseph Michael Gilmore die Priesterweihe. 1953 absolvierte er parallel ein Masterstudium an der katholischen Privatuniversität University of Notre Dame im US-Bundesstaat Indiana. Hunthausen lehrte anschließend von 1946 bis 1957 Chemie am Carroll College in Helena und war von 1953 bis 1957 Trainer der Football und Basketball-Mannschaft. Von 1957 bis 1962 war er Rektor  des Carroll College.
Papst Johannes XXIII. ernannte ihn am 8. Juli 1962 zum Bischof von Helena. Der Apostolische Delegat in den USA Egidio Vagnozzi  weihte ihn am 30. August desselben Jahres zum Bischof; Mitkonsekratoren waren Bernard Joseph Topel, Bischof von Spokane, und William Joseph Condon, Bischof von Great Falls. Er war der jüngste US-amerikanische Bischof, der am Zweiten Vatikanischen Konzil teilnahm. Papst Paul VI. ernannte ihn am 25. Februar 1975 zum Erzbischof von Seattle.
In den Folgejahren trat er auch außerhalb seiner Kirchentätigkeit als Militarismus-Kritiker, unter anderem auch des NATO-Doppelbeschlusses hervor. Da er eine dem Vatikan zu liberal erscheinende Haltung zur Rolle der Frauen und Geschiedenen in der Kirche und zur Sexualmoral einschließlich der Abtreibung einnahm, wurde ihm 1985 der konservative Donald Wuerl als Weihbischof zur Seite gestellt.
Am 21. August 1991 nahm Papst Johannes Paul II. seinen vorzeitigen Rücktritt an.

## Ehrungen und Auszeichnungen
- Päpstlicher Ehrenkaplan (Monsignore) (1958)
- Thomas Merton Award (1982)